# Pompo nelle casse
Pompo nelle casse è un singolo musicale del gruppo hip house dei Power Francers.

## Descrizione
Tormentone del 2010, Pompo nelle casse entra nella top 10 di iTunes Dance Italia, ed il video, ambientato in un'affollata discoteca, viene pubblicato su YouTube e raggiunge i 10 milioni di visualizzazioni.
Il testo, nato quasi per gioco riscuote un grande successo di pubblico e per un lungo periodo dall'uscita del singolo viene stabilmente proposto in radio. Per la scrittura del testo del brano sono stati impiegati circa tre minuti, mentre per comporre la musica circa dieci.

## Video musicale
Il video è stato reso disponibile il 27 dicembre 2010 attraverso il canale YouTube della Flat Frog.